# Soleura
Soleura (en alemán Solothurn [ˈzoːlotʊrn]ⓘ, en francés Soleure [sɔlœʁ]; en italiano Soletta [soˈletːa], en romanche Soloturn) es una ciudad y comuna suiza, capital del cantón y del distrito de Soleura. 

## Geografía
Situada entre el Jura y el Aar, Soleura limita al norte con las comunas de Langendorf y Rüttenen, al este con Feldbrunnen-Sankt Niklaus y Zuchwil, al sur con Biberist, y al oeste con Bellach.

## Historia
En 1127, Soleura fue adquirida por los duques de la Casa de Zähringen hasta su desaparición dinástica en 1218, para luego convertirse en Ciudad Imperial Libre del Sacro Imperio Romano Germánico. La ciudad de Soleura no fue admitida en la Confederación hasta 1481. Aunque el protestantismo en sus inicios haya encontrado gran número de seguidores en el campo, Soleura fue fiel a la fe católica; actualmente es sede de la diócesis de Basilea. El embajador de Francia en la Dieta Federal se instala en la ciudad en 1530 hasta 1792.

Solothurn en la primera mitad del

El 15 de octubre de 1817 falleció en Soleura Tadeusz Kościuszko, héroe nacional de Polonia, Bielorrusia y Estados Unidos, siendo inicialmente sepultado en el cementerio local.

## Población
Con una población de 15 378 (finales de 2006) Soleura es la tercera ciudad más poblada del cantón de Soleura. El porcentaje de extranjeros se eleva al 19,7 % de la población, una media un poco más alta que la cantonal (18,6 %). La mayor parte de extranjeros son provenientes de Italia, exYugoslavia y Turquía. En la aglomeración de Soleura, que incluye comunas de los distritos de Lebern y Wasseramt, viven 73 000 personas en 24 comunas. 
En el último censo poblacional de diciembre de 2000, 85,7 % se consideraban de lengua materna alemana, 3 % italianos y 1,6 % albaneses. 35,2 % de la población era católica, 29,6 % protestante y 5,9 % musulmana; 20,2 % dicen no tener religión y 3,9 % no respondieron.

## Arquitectura

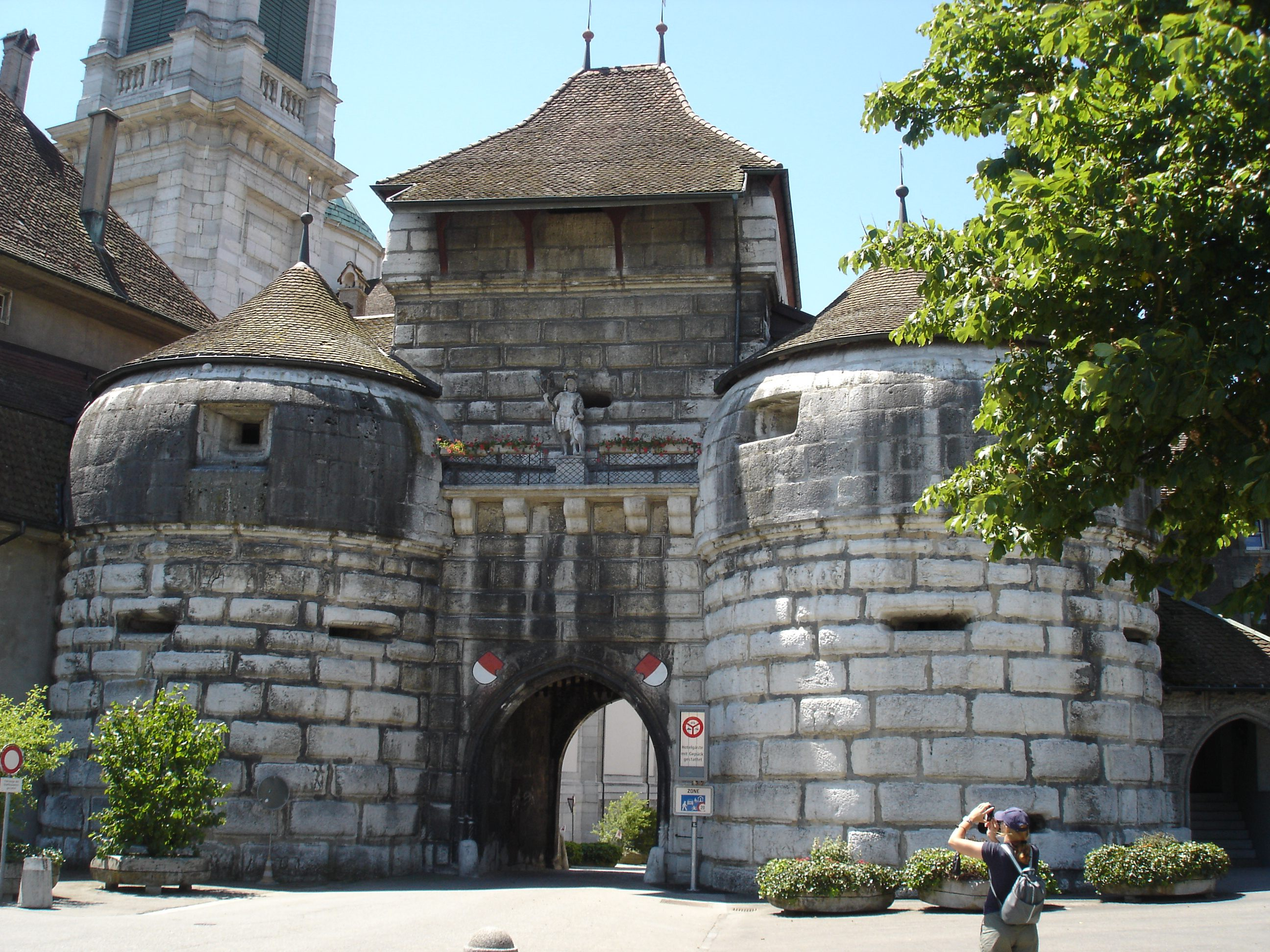
Puerta de Basilea (antiguas murallas).

La ciudad es llamada la Ciudad Barroca más bella de Suiza. La ciudad vieja fue construida entre 1530 y 1792, mostrando una combinación arquitectónica de Grandezza italiana, estilo francés e ideas suizas. 
En 1980 la ciudad recibió el Premio Wakker por el desarrollo y la preservación de su legado arquitectónico.

## Curiosidades
Soleura tiene una afinidad especial con el número 11. El cantón de Soleura fue el undécimo cantón de la Confederación Helvética. La ciudad cuenta con once iglesias y capillas, así como once fuentes históricas y once torres. La catedral de San Ursicino tiene once altares y once campanas, y los escalones en el frente de la catedral tienen un nivel cada once pasos. 

## Transportes
Aparte de los buses regionales, la ciudad se encuentra sobre la línea ferroviaria Zúrich-Olten-Biel/Bienne. Además es la salida de las líneas de:
- Soleura-Moutier
- Soleura-Burgdorf
- Soleura-Langenthal
- Soleura-Berna

Todas estas líneas nacen o pasan por la estación de Soleura, donde paran o inician su trayecto trenes de larga distancia, regionales y de cercanías (S-Bahn).
La ciudad se encuentra asimismo sobre la línea de barcos sobre el Aar que la liga con Biel/Bienne, así como las autopistas A5 y A1.

## Ciudades hermanadas
- Cracovia (Polonia)
- Heilbronn (Alemania)
- Le Landeron (Suiza)